# Clanton, Alabama
Clanton là một thành phố thuộc quận Chilton, tiểu bang Alabama, Hoa Kỳ. Dân số năm 2009 là 8929 người, mật độ đạt 157 người/km².